# Piła
Pour les articles homonymes, voir Piła (homonymie).
Piła (prononciation : [ˈpʲiwa] ; en allemand : Schneidemühl) est une ville polonaise de la voïvodie de Grande-Pologne, le chef-lieu du powiat de Piła. C'est un important nœud de communication et site industriel spécialisé dans les secteurs de la chimie, ainsi que de la transformation des métaux et du bois. Avec 74 409 habitants, c'est la quatrième ville de la voïvodie.
C'est le lieu de naissance du philosophe polonais Stanisław Staszic, ainsi que de Carl Friedrich Goerdeler, membre de la résistance intérieure au nazisme. Dans l'entre-deux-guerres, la ville a été la capitale de la province de Posnanie-Prusse-Occidentale au sein du Reich allemand.

## Géographie

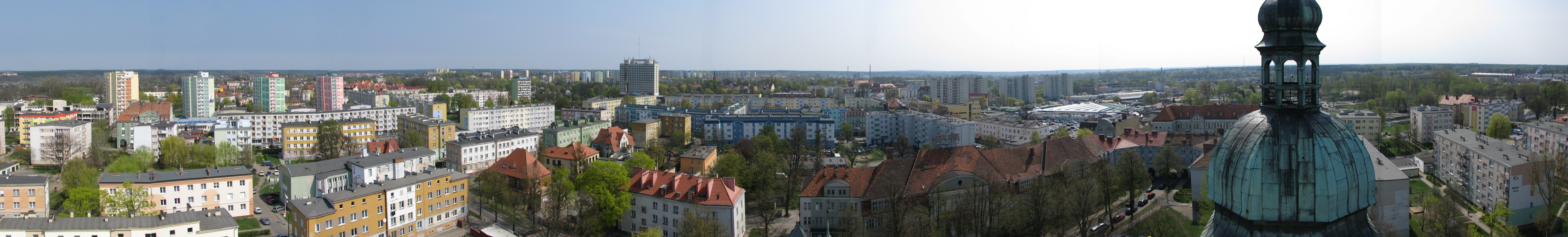
Panorama de la ville.

La ville est située dans la région historique de Grande-Pologne, à environ 90 kilomètres au nord de Poznań, capitale de la voïvodie. La limite avec la Poméranie ultérieure se situe à 30 kilomètres plus au nord. Piła se trouve sur les rives de la Gwda, un affluent du Noteć, entourée de forêts de pins. Le territoire urbain occupe une surface de 102,68 km2. 
La rivière Gwda trace des méandres et coupe la ville en deux parties. Dans la forêt autour de la ville, on retrouve plusieurs lacs.

### Quartiers

Position des quartiers sur le plan de la ville.

La ville compte en tout neuf quartiers, dont la plupart sont issus d'anciens villages.
Le plus peuplé est celui de Zamość, avec 20 336 habitants. Le quartier le moins peuplé est celui de Gładyszewo, avec 467 habitants ; c'est aussi le plus petit en superficie, avec 1,67 km2.
| Quartier    | Habitants (2013) | Superficie (km²) |
| ----------- | ---------------- | ---------------- |
| Gładyszewo  | 467              | 1,76             |
| Górne       | 13528            | 15,51            |
| Jadwiżyn    | 4745             | 5,66             |
| Koszyce     | 5014             | 9,88             |
| Motylewo    | 726              | 14,91            |
| Podlasie    | 6024             | 38,21            |
| Staszyce    | 6311             | 9,28             |
| Śródmieście | 14219            | 3,04             |
| Zamość      | 20336            | 4,39             |

## Histoire

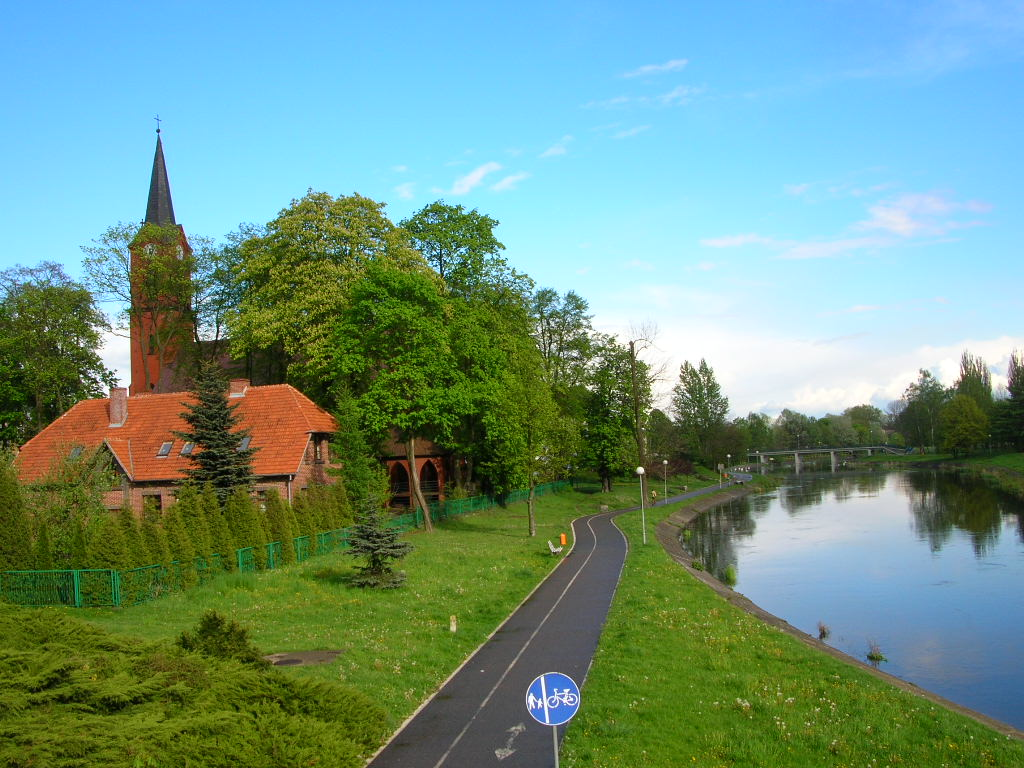
Promenade au bord de la rivière Gwda.

Fondé vers 1380 sur le territoire de l'ancien duché de Grande-Pologne, le bourg de Schneidemühl reçoit par un décret du 4 mars 1513 du roi Sigismond Ier le Vieux le statut de ville et des privilèges municipaux selon le droit de Magdebourg. À la suite d'un incendie ravageur qui éclata en 1626, la propriétaire Constance d'Autriche, reine de Pologne, a entrepris de reconstruire la ville selon le modèle baroque. Par le premier partage de la Pologne en 1772, Schneidemühl passa au royaume de Prusse. De 1818 à 1920, Schneidemühl fait partie de l'arrondissement de Colmar-en-Posnanie (de) dans le district de Bromberg au sein de la province de Posnanie.
En 1834, un grand incendie la détruisit en grande partie. C'est en 1851 que son essor commence, lorsque le Preußische Ostbahn (chemin de fer de Prusse-Orientale) la relie aux grandes villes. Une caserne d'aviation importante et une filiale des usines d'aviation s'y installent pendant la Première Guerre mondiale, faisant la réputation de la ville, jusqu'en 1945. Schneidemühl fait partie à partir de 1922 de la province de Posnanie-Prusse-Occidentale, lorsque le reste de la province est attribué à la Pologne par le traité de Versailles. La ville se trouve donc proche de la frontière et sa gare devient à la fois frontalière et gare de correspondance pour la province de Prusse-Orientale.
Comme la plupart des administrations importantes de l'ancienne Posnanie allemande se trouvent désormais en Pologne, Schneidemühl accueille les administrations de la nouvelle province de Posnanie-Prusse-Occidentale et en devient la capitale administrative, ce qui provoque de nouvelles constructions. Schneidemühl comprend 46000 habitants en 1939. Ils sont tous expulsés en 1945, lorsque la zone fait partie de la Pologne, selon la volonté de Staline, et remplacés par de nouveaux habitants venus de Pologne de l'est.

## Climat
| Mois                                       | Janv | Fév | Mars | Avr | Mai | Juin | Juil | Août | Sept | Oct | Nov | Déc | Année |
| ------------------------------------------ | ---- | --- | ---- | --- | --- | ---- | ---- | ---- | ---- | --- | --- | --- | ----- |
| Températures minimales moyennes (°C)       | -15  | -13 | -10  | -5  | -1  | 2    | 5    | 3    | ---  | -3  | -7  | -12 | -4    |
| Températures moyennes (°C)                 | -4   | -2  | 3    | 8   | 13  | 15   | 18   | 17   | 12   | 8   | 2   | -1  | 7     |
| Températures maximales moyennes (°C)       | 6    | 8   | 16   | 21  | 27  | 29   | 30   | 30   | 25   | 19  | 12  | 9   | 19    |
| Moyennes mensuelles de précipitations (mm) | 43   | 30  | 35   | 37  | 52  | 70   | 80   | 65   | 55   | 45  | 47  | 51  | 610   |

## Démographie
| 1995  | 1996  | 1997  | 1998  | 1999  | 2000  | 2001  | 2002  | 2003  | 2004  | 2005  | 2006  | 2007  | 2008  | 2009  | 2010  | 2011  | 2012  | 2013  |
| ----- | ----- | ----- | ----- | ----- | ----- | ----- | ----- | ----- | ----- | ----- | ----- | ----- | ----- | ----- | ----- | ----- | ----- | ----- |
| 75994 | 76610 | 76625 | 76849 | 75001 | 74900 | 75094 | 75197 | 75293 | 75248 | 75144 | 74720 | 74687 | 74735 | 74638 | 74550 | 74818 | 74930 | 74409 |

## Monuments

### Monuments religieux

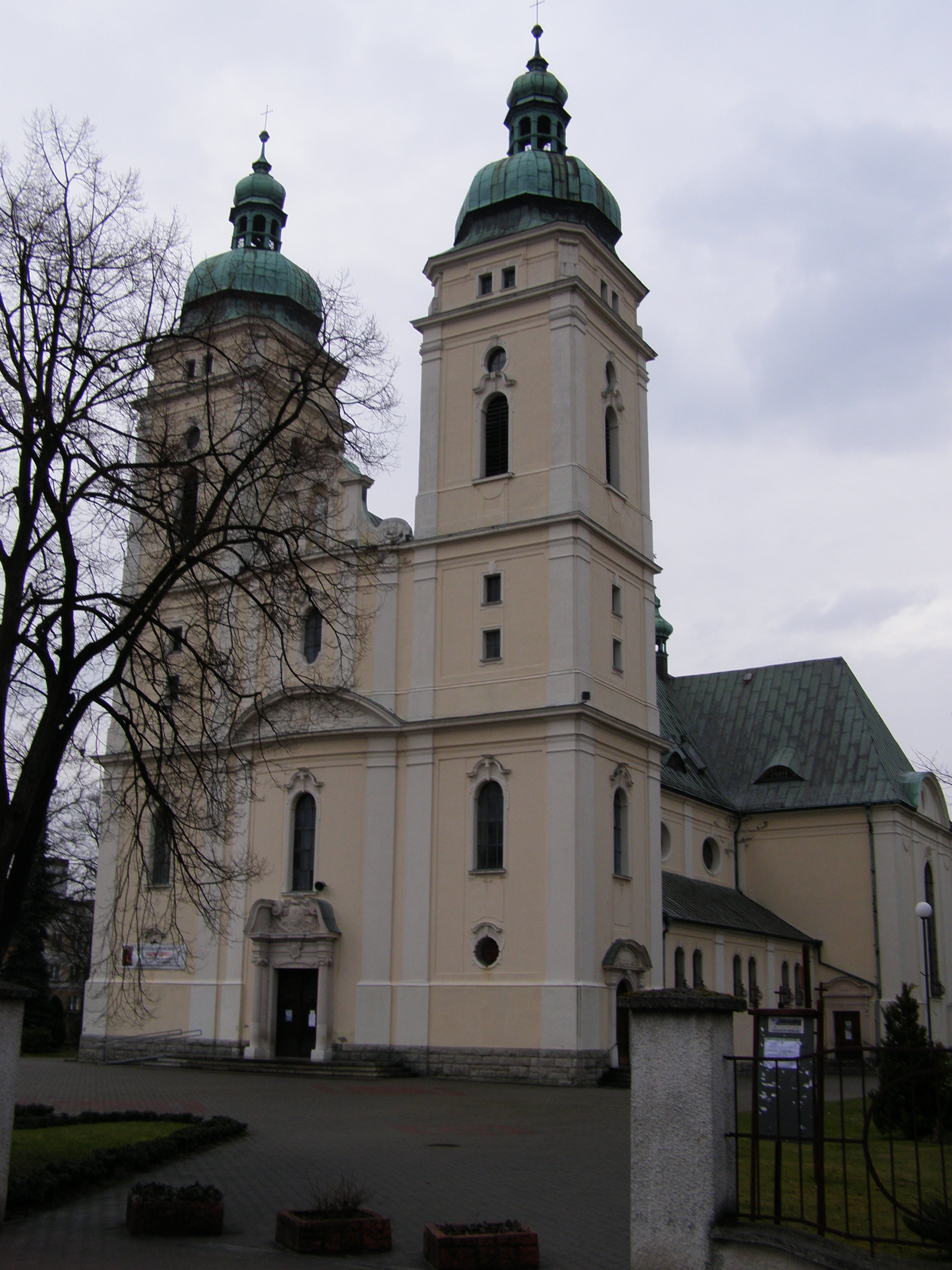
L'église de la Sainte Famille.

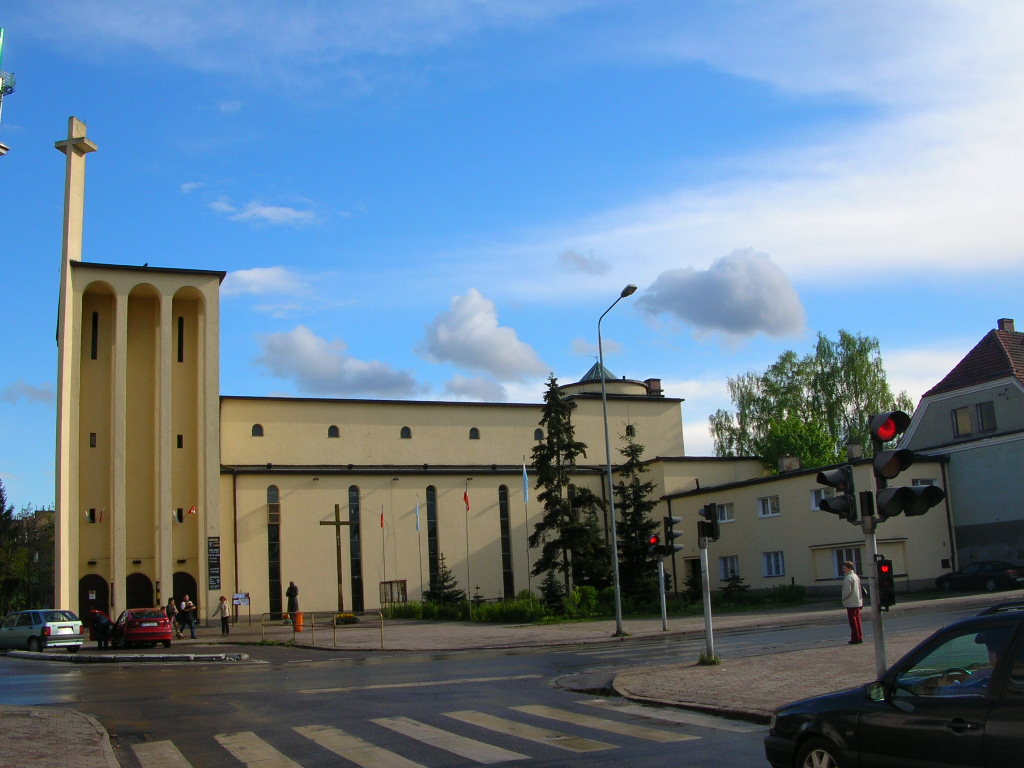
L'église Saint Antoine de Padoue.

Parmi les nombreuses églises que dénombre la ville, on peut citer :
- l'église de la Sainte Famille, construite entre 1912 et 1915 ;
- l'église Saint Antoine de Padoue, construite entre 1929 et 1930 ;
- l'église collégiale Sainte Marie, construite entre 1978 et 2000.

### Autres monuments

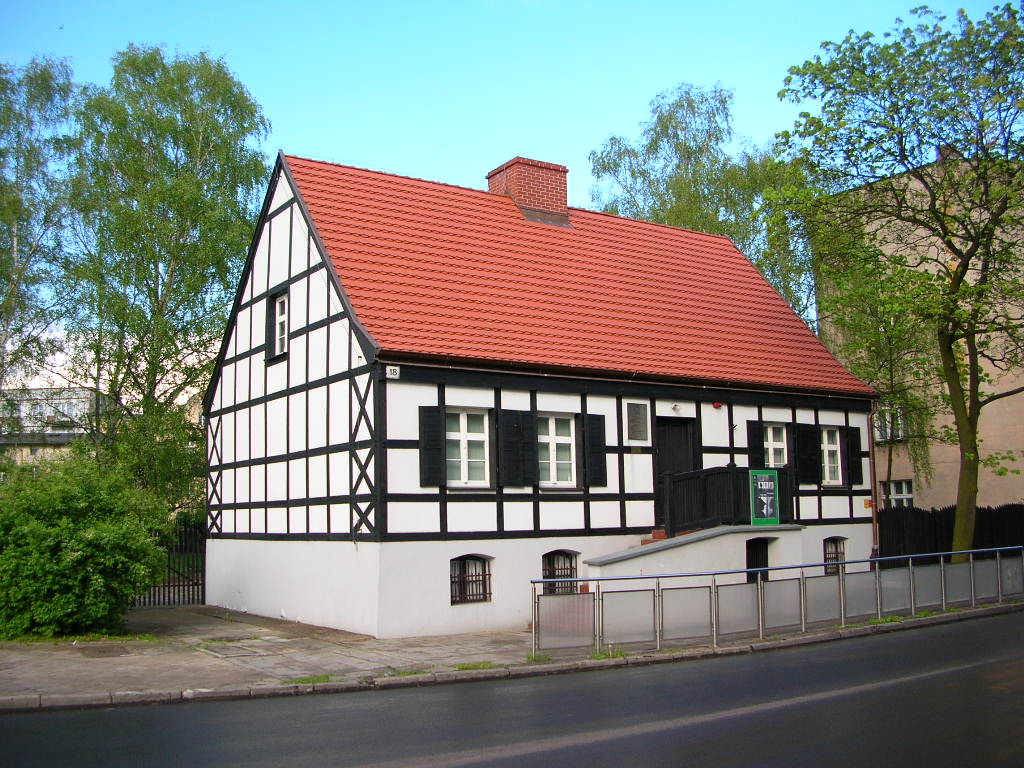
La maison natale de Stanisław Staszic.

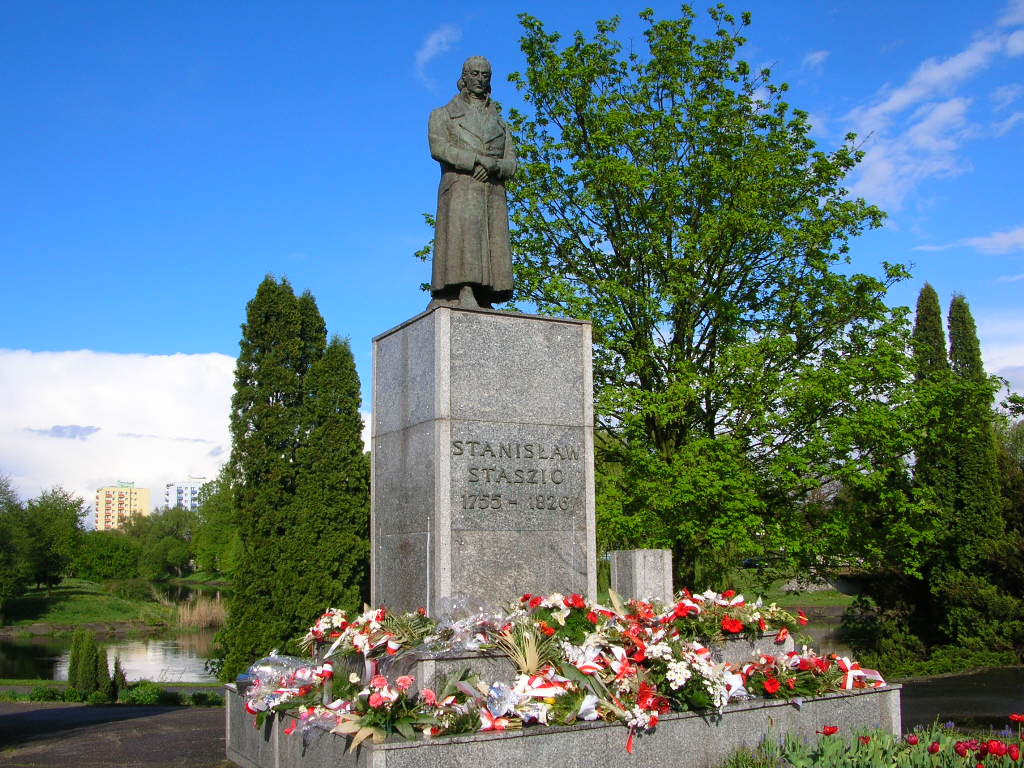
Le monument Stanisław Staszic.

- la maison natale de Stanisław Staszic ;
- le casino, construit au XIXe siècle ;
- le monument dédié à Stanisław Staszic, construit au bord de la Gwda (de).

## Personnalités liées
- Friedrich Max Ludewig (de) (1852-1920), homme politique allemand
- Franz Czeminski (1876-1945), homme politique allemand y est né.

## Transports

### Voies ferrées

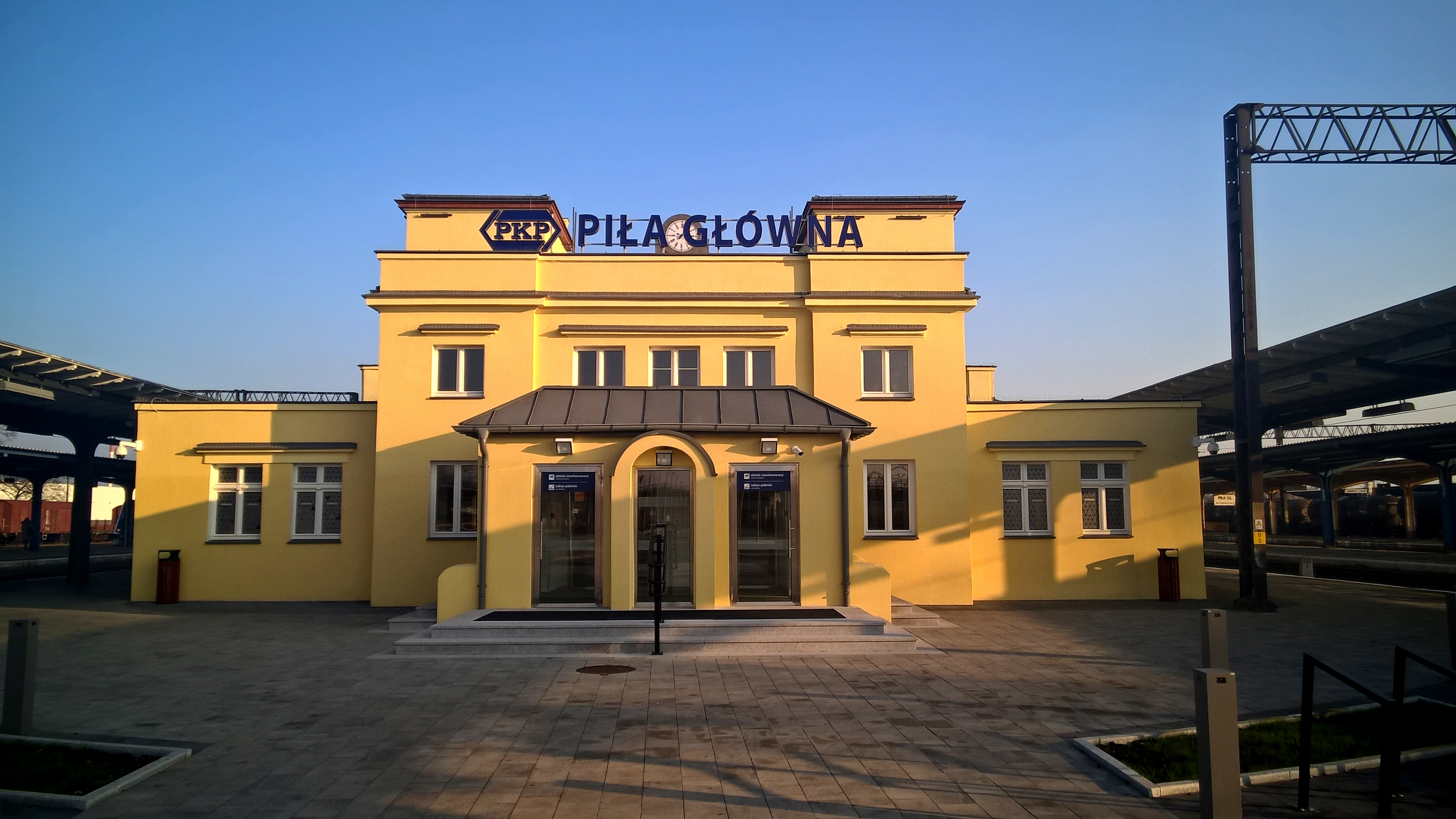
Gare centrale de Piła

La gare centrale de Piła (Piła Główna) a des connexions avec de nombreuses villes, y compris: Varsovie, Lublin, Łódź, Wrocław, Cracovie, Szczecin, Bydgoszcz, Kołobrzeg, Gdańsk.
Six lignes de chemin de fer passent par la ville :
- la ligne no 18 (qui relie Kutno à Piła) ;
- la ligne no 203 (qui relie Tczew à Kostrzyn) ;
- la ligne no 354 (qui relie Poznań à Piła) ;
- la ligne no 374 (qui relie Piła à Bzowo Goraj) ;
- la ligne no 403 (qui relie Piła à Stargard Szczeciński) ;
- la ligne no 405 (qui relie Piła à Ustka).

### Transport routier

Le réseau routier à Piła.

Cinq routes principales passent par la ville :
- la route nationale 10 (qui relie Szczecin à Varsovie) ;
- la route nationale 11 (qui relie Koszalin à Katowice) ;
- la route voïvodale 179 (de) (qui relie Piła à Rusinowo);
- la route voïvodale 180 (de) (qui relie Piła à Wieleń) ;
- la route voïvodale 188 (de) (qui relie Piła à Człuchów).

## Jumelages
- Châtellerault (France) depuis le 23 avril 1994
- Cuxhaven (Allemagne) depuis le 24 mai 1996
- Dmitrov (Russie) depuis le 27 mai 2005
- Kronstadt (Russie) depuis le 14 mai 1993
- Schwerin (Allemagne) depuis le 24 mai 1996

## Éducation
Piła est renommée par son école de commerce (Wyższa Szkoła Biznesu).